# 岛津久光
島津久光（日语：／ Shimazu Hisamitsu，1817年12月2日—1887年12月6日）日本幕末薩摩藩实质掌权。玉里島津家初代當主。位階勳等爵位從一位大勳位菊花章頸飾公爵。字君輝、邦行。幼時雅号德洋，之后的號有大簡、雙松、玩古道人、無志翁等。
久光為島津氏27代當主島津齊興第五子，生母為齊興側室由羅，28代當主島津齊彬異母弟，長子為29代當主島津忠義，次子島津久治繼承宮之城家，四男珍彥繼承重富家，五子忠欽過繼給今和泉家，曾外孫女為香淳皇后，玄外孫為明仁上皇。

## 经历

### 幼年时代
文化14年（1817年），生于薩摩國鹿兒島郡（現鹿兒島縣鹿兒島市）鹿兒島城，幼名普之進。文政元年（1818年）3月1日，成為種子島家・種子島久道的养子。文政8年（1825年）3月，復歸本家，旋於4月改名又次郎。11月1日，作為養老女婿，娶島津一門家筆頭重富島津家下一任當主島津忠公的女兒，千百子為妻。

不久，移居鹿兒島城城下的重富邸。文政11年（1828年）2月，齊興為久光舉行烏帽子親成人式，改名忠教。天保7年（1836年）2月，與千百子舉行結婚儀式。天保10年（1839年）11月，繼承重富家家督，12月改通稱為山城。弘化4年（1847年），又改稱周防。圍繞齊興的後繼地位，分别擁立齊彬和忠教的兩派發生御家騷動（由羅騷動）招來幕府的介入。嘉永4年（1851年）齊興隱居，出現島津氏家督爭奪戰，齊彬之後成為下一代薩摩藩藩主，尚與忠教維持表面上的和睦。與兄長齊彬相同，非常愛好學問。不過與愛好蘭學的兄長不同，忠教精通國學。

### 掌握藩國實權
安政5年（1858年）齊彬去世，遺言要忠教的兒子茂久（後來的島津忠義）就任藩主。擔任茂久的輔佐人的齊興於安政6年（1859年）去世後，身為藩主親生父親的忠教在藩内的政治的影響力大增。文久元年（1861年）4月23日，復歸宗家且改名久光（同時改通稱為和泉）、取得「國父」、「副城公」的稱呼，掌握藩政的實權。權力擴大的過程中，重用小松清廉（帶刀），此外大久保利通、岩下方平、海江田信義及吉井友實等中下級藩士因組成了精忠組而被久光錄用（具体的情況是大久保與堀仲左衛門被推舉御小納戶役，岩下實行軍役奉行兼趣法掛，海江田與吉井為徒目）。1862年（文久2年）5月，久光將通称改為三郎。

### 進出中央政界
文久2年（1862年），久光為了推動公武合體而率兵進京。與朝廷、幕府和雄藩企圖進行政治的提攜運動，繼承亡兄齊彬遺志。逗留京都期間，於伏見（現京都市伏見区）寺田屋旅店集結之薩摩下級藩士有馬新七等尊攘派計畫脫藩策劃暗殺行動，於是久光決意討伐這些過激分子，從而爆發了寺田屋事件，事件過後，因其犧牲家臣守護朝廷之舉動而獲朝廷信任。不久，朝廷接受久光對幕政改革的「三事策」要求，包含：
1. 將軍德川家茂上洛。（長州藩建議）
2. 沿海5大藩（薩摩藩、長州藩、土佐藩、仙台藩、加賀藩）所構成的五大老設置。（岩倉具視建議）
3. 一橋慶喜為將軍後見人，前越前藩主松平春嶽就任大老職。（薩摩藩建議）

久光跟隨勅使大原重德前往江戶，最後達成慶喜為將軍後見職，春嶽任政事總裁職的政治決策。（文久改革）
之後經東海道往京都期間，在武藏國橘樹郡生麥村（今神奈川縣橫濱市鶴見區）遇見四名英國平民，久光一行人與其發生衝突，爆發了生麥事件。抵達京都後，幕政改革取得成功，從而歸藩。

### 公武合體運動的挫折
文久3年（1863年）第二次上京，但久光無法抑制以長州藩作為後盾的尊攘急進派，逗留五天後即返國。但返國後，中川宮與近衛忠熙、忠房父子由於批評尊攘派言行，孝明天皇於是命令久光第三次上京。之後獲得天皇支持的薩摩藩以会津藩為首，成功將長州藩逐出京都（八月十八日政變）。
在久光建議下，薩摩藩確保可以參加朝廷會議，久光與一橋慶喜、松平春嶽、前土佐藩主山内容堂、前宇和島藩主伊達宗城及会津藩主（京都守護職）松平容保出任朝廷新設的參預一職。。
元治元年（1864年），「公武合體論」出現於薩摩藩，且参預會議成立。由於天皇希望橫濱鎖港，造成了限制攘夷論（支持鎖港）的慶喜與「武備充實論」（反對鎖港）的久光、春嶽、宗城之間的對立。在此影響之下，參預會議陷入機能不全而解體，薩摩藩推動公武合體的運動受到挫折。接受此事實的久光在托付小松帶刀與西鄉隆盛後事之後，返回薩摩藩。

### 决心倒幕
元治3年，久光於在藩期間遇上了禁門之變、第一次長州征伐、条約勅許、締結薩長盟約、第二次長州征伐、將軍家茂逝世、德川慶喜（繼承德川宗家）就任將軍、孝明天皇駕崩、祐宮睦仁親王（明治天皇）繼位等重大事件。1866年（慶應2年），在鹿兒島與英國公使會談，確定薩摩藩與英國的友好關係。
1867年第四次上京，與松平春嶽、山内容堂、伊達宗城進行四侯會議。条約勅許之際，已故孝明天皇中止的布告期限接近，兵庫開港問題、再征休戰（事實上是幕府戰敗）後保留以及長州處理問題、四侯聯合與將軍慶喜達成協議。不過，四侯提議對長州作出處分（意圖對其寛典處分），慶喜以對外關係為由提出先開放兵庫港，朝議及慶喜的意向的兩個問題進行勅許。
在朝廷的影響下，久光認為與慶喜達成政治妥協已經是不可能的事，薩摩藩遂決定以武力倒幕。決定倒幕後的久光，再度上洛。

### 明治维新後
維新後，久光繼續執掌薩摩藩（鹿兒島藩）實權。明治4年（1871年），由擔任政府職務的西鄉隆盛和大久保利通所主導的太政官發布廢藩置縣令，激怒了鹿兒島的久光，為表示抗議，放了整整一天焰火。在舊大名裡，對廢藩置縣表現不滿的还有松平庆永、锅岛直正、伊达宗德等。對於都城縣的設置，薩隅分斷的「長州的陰謀」亦大感憤怒。
同年9月，創建分家玉里島津家。
明治6年（1873年），出任政府内閣顧問。7年，任左大臣，建言恢復舊有習俗，但全然被排除在政府決定政策的過程之外。
明治8年（1875年），辭去左大臣，在鹿兒島過著隱居生活，專心編纂與搜集島津家所流傳下來的史書。。
之後，又對政府廢刀令等洋化政策大為反抗，拒絕剪掉頭髮，仍然帶刀、穿著和服。
在西鄉固執己見、燃起西南戰爭時，久光保持中立態度，但戰火的波及使久光一度逃到櫻島避難。
明治20年（1887年）去世，享年70。死後受國葬待遇，但國葬舉行的地點不是在東京而在鹿兒島，並且傳為葬禮從熊本鎮台派遣了陸軍修整了道路。玉里家（公爵）由七子忠濟繼任。
墓所在鹿兒島縣鹿兒島市的島津家墓地，鹿兒島市照國町鎮座的照國神社存有其銅像。

## 官職位階履歷
※日期為截至明治4年的日本舊曆。
- 文久4年（1864年）
  - 正月十四，任從四位下左近衛權少將。
  - 二月初一（3月8日），兼任大隅守。
  - 四月十一（5月16日），升任從四位上左近衛權中將兼大隅守。
- 明治2年（1869年）
  - 3月3日，升任從三位参議、兼左近衛權中將。
  - 6月2日（7月10日），堅決拒任従二位權大納言。
- 明治4年（1871年）九月十三日，升任從二位。
- 明治6年（1873年）
  - 5月10日，為麝香間祗候（日语：麝香間祗候）。
  - 12月25日，就任内閣顧問。
- 明治7年（1874年）4月27日，就任左大臣。
- 明治8年（1875年）
  - 10月27日，辭去左大臣。
  - 11月2日，為麝香間祗候。
- 明治12年（1879年）6月17日，升任正二位。
- 明治14年（1881年）7月15日，受 勳一等旭日大綬章。
- 明治17年（1884年）7月7日，受于公爵。
- 明治20年（1887年）
  - 9月21日，升任從一位。
  - 11月5日，受 大勳位菊花大綬章。

## 系譜
- 島津氏

```
　　　　　　　　　　　　　　　　　昭和天皇
　　　　　　　　　　　久邇宮邦彦王　┣━━━━今上天皇　
　　　　　　　　　　　　　┣━━━香淳皇后　
　　　┏齊彬　　　　　┏俔子
齊興━┻久光━┳忠義━┻忠重━━━忠秀━━修久━━忠裕
　　　　　　　┣包次郎
　　　　　　　┣久治━━長丸━━━忠丸━━忠之━━忠洋
　　　　　　　┣珍彦━━壮之助━━忠彦━━晴久━━孝久
　　　　　　　┣忠欽┳━隼彦━━━忠親━━忠克
　　　　　　　┣忠經┗雄五郎━━━忠夫━━忠正━━忠昭━━忠寬
　　　　　　　┣忠濟━━忠承━━━忠廣━━忠美━━忠由
　　　　　　　┗芳之進

```

## 登場作品
小說
- 酩酊大醉（日语：酔って候）（文藝春秋、司馬遼太郎著）

影視劇
- 龍馬來了（1968年、NHK大河劇、演：戶田皓久）
- 龍馬來了（日语：竜馬がゆく#1982年版）（1982年、TX、演：仲谷昇）
- 田原坂（日语：田原坂 (テレビドラマ)）（1987年、NTV、演：露口茂）
- 宛如飛翔（1990年、NHK大河劇、演：高橋英樹）
- 德川慶喜（1998年、NHK大河劇、演：江守徹）
- 篤姬（2008年、NHK大河劇、演：山口祐一郎）
- 花燃（2015年、NHK大河劇、演：江口直人）
- 西鄉殿（2018年、NHK大河劇、演：青木崇高）
- 天外者（日语：天外者）（2020年、Giggly Box、演：德重聰（日语：徳重聡））
- 直衝青天（2021年、NHK大河劇、演：池田成志）

## 脚注
1. ↑  『島津氏正統系圖』中，省略了成為種子島氏養子的事實。
2. ↑  在此之前，美國領事館員オリバー・バンリード因不願向大名的儀仗行禮，導致在翌年（1863年）英國艦隊派遣旗艦Euryalus及7艦攻擊鹿兒島灣（薩英戰爭），最後借用幕府的賠償金，成功與英國議和。
3. ↑  無官無位的久光是與歴代薩摩藩主同等排場，於從四位下左近衛權少將敘任
4. ↑  結果久光與三侯讓步，同意幕府鎖港方針。
5. ↑  通商条約勅許與日本要求兵庫（現兵庫縣神戶市）開港，在英國、法國、美國及荷蘭等駐日外交代表率領四國聯合艦隊攻擊大坂灣。一橋慶喜らの説得を受けた孝明天皇が、通商条約は勅許、ただし兵庫開港は承認せずとする勅諚を下す。
6. ↑  關於長州処分具体內容資料不明。
7. ↑  芳即正著『島津久光與明治維新　-久光討幕的決意-』　新人物往來社、2002年12月30日、ISBN 4-404-02995-0 C0021
8. ↑  史料成冊之後的「玉里文庫」贈與鹿兒島大學圖書館。
9. ↑  維新後，傳聞他曾對手下說過「我什麼時候會當上將軍?」。

| 島津久光                           |                                         |                                            |
| 官衔                               |                                         |                                            |
| 空缺上一位持有相同頭銜者：九條道孝 | 日本左大臣 1874年—1875年                | 空缺下一位持有相同頭銜者：有栖川宮熾仁親王 |
| 貴族爵位和頭銜                     |                                         |                                            |
| 前任： 島津忠公                    | 重富島津家第五代當主 1839年—1871年      | 繼任： 島津珍彥                            |
| 玉里島津家創立                     | 玉里島津家第一代當主 1871年—1887年      | 繼任： 島津忠濟                            |
| 新頭銜                             | 玉里島津家公爵 （第一代） 1884年—1887年 | 繼任： 島津忠濟                            |